# Три (филм)
 Тази статия е за филма на Александър Петрович.  За филма на Искра Йосифова вижте Три (филм, 1986).  
„Три“ (на сърбохърватски: Tri) е югославски филм от 1965 година на режисьора Александър Петрович по негов собствен сценарий.
Сюжетът представя три обособени епизода от живота на млад мъж по време на Втората световна война – в първия той е студент, който става свидетел на разстрела от югославски военен патрул на случаен човек, набеден за шпионин от чакаща на гарата тълпа; във втория епизод е партизанин, останал сам и преследван от германците, който се опитва да се добере до своите през планините на Босна и Херцеговина и блатата на Далмация; в третата част е командир на партизанска група, даващ нареждания за екзекуция на заловени цивилни. Главните роли се изпълняват от Бата Живойнович, Бранислав Йеринич, Воя Мирич, Сенка Велетанич.
„Три“ е номиниран за „Оскар“ за чуждоезичен филм.